# Gaspard d'Ennetières
Gaspard d'Ennetières, seigneur de Beaumez et du Maisnil, né à Tournai vers l'an 1554 où il est décédé en 1622, est un poète de langue française et fonctionnaire des Pays-Bas du Sud.

## Biographie
Gaspard d'Ennetières est le fils de François d'Ennetières, seigneur de Beaumez, et d'Anne Le Boullengier. Il est le neveu de Marie Dentière.
Alors que sous le règne d'Albert et Isabelle les Pays-Bas du Sud éprouvés par de longues années de désordre et de guerre  commençaient à se relever économiquement, les belles lettres se mirent à refleurir.
À côté d'une brillante littérature néo-latine encouragée par le gouvernement - dont le plus illustre modèle était Juste Lipse -  l'on vit également s'épanouir des œuvres en néerlandais et en français.
Gaspard d'Ennetières fut un de ces poètes et écrivains qui livrèrent en français leurs productions à l'imprimerie également renaissante.
L'on garde de lui :
- Élégie et chans funèbres sur le trespas de Mademoiselle Marguerite de Marquais, Douai, 1584.
- La vie de sainct Malchus, moine Syrien, tirée des épistres de sainct Hierosme, Tournai, 1621. Poème didactique en trois chants.

À côté de cette œuvre littéraire il fut commis à l'administration des domaines et finances des Pays-Bas.